# 鉛山県
鉛山県（えんざん-けん）は中華人民共和国江西省上饒市に位置する県。

## 行政区画
- 鎮:河口鎮、永平鎮、石塘鎮、鵝湖鎮、湖坊鎮、武夷山鎮、汪二鎮、葛仙山鎮
- 郷:陳坊郷、虹橋郷、新灘郷、稼軒郷、英将郷、紫渓郷、天柱山郷
- 民族郷:太源シェ族郷、篁碧シェ族郷

## 交通

### 鉄道
- 中国鉄路総公司
  - 峰福線

### 道路
- 高速道路
  - 滬昆高速道路
  - 寧上高速道路